# Nikołaj Roerich

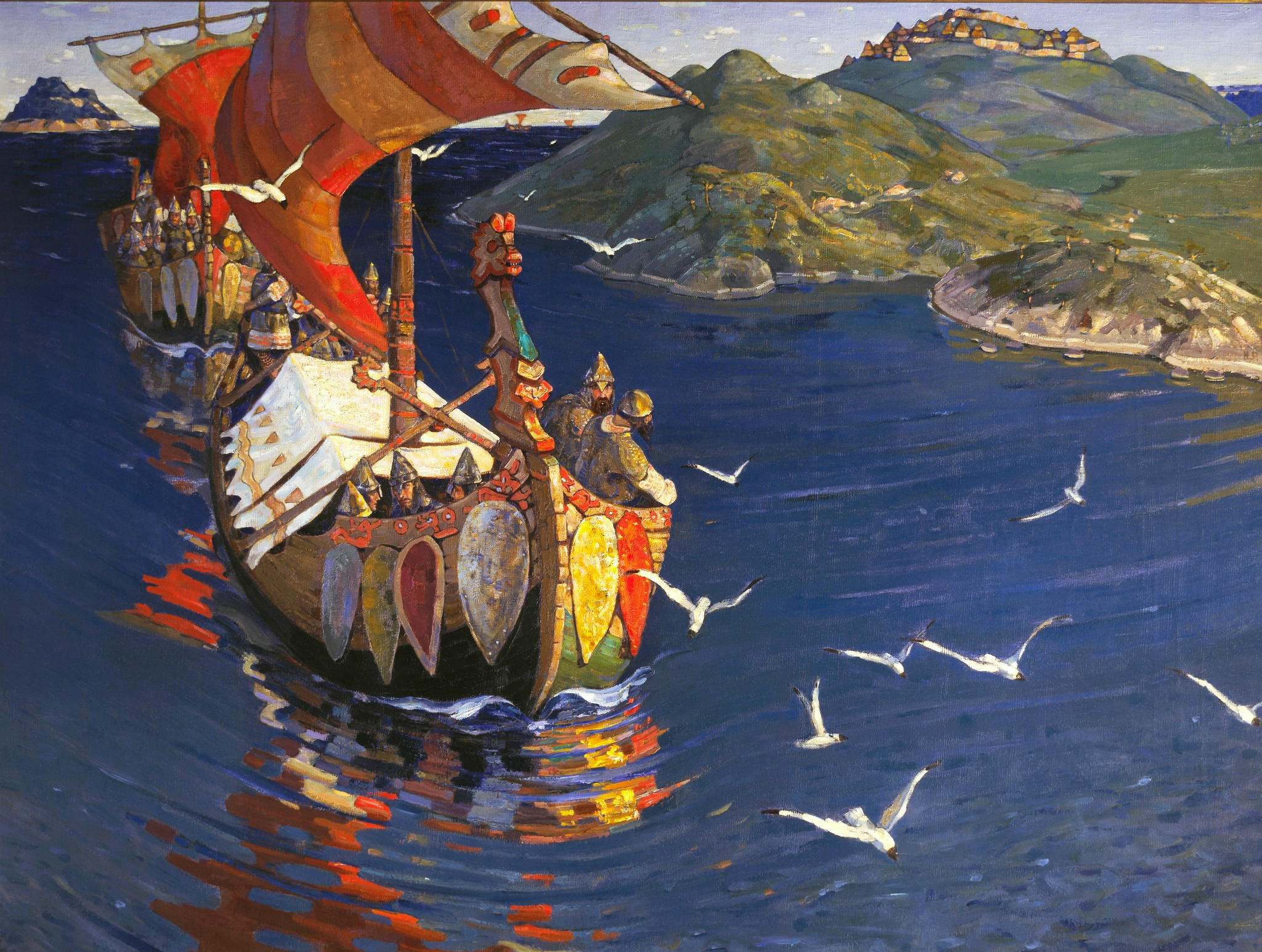
Zamorscy goście (1899)

Nikołaj Konstantinowicz Roerich, ros. Николай Константинович Рерих (ur. 9 października 1874 w Petersburgu, zm. 13 grudnia 1947 w Kullu w Indiach) – rosyjski artysta malarz, grafik, scenograf, myśliciel, podróżnik, badacz dawnych kultur, pisarz i poeta – związany z ugrupowaniem artystycznym „Mir iskusstwa”.
Autor nowatorskich opracowań scenograficznych do inscenizacji dzieł Rimskiego-Korsakowa, Borodina, Lope de Vegi, Wagnera, Strawinskiego i Maeterlincka. Namalował dekoracje i kostiumy, współtwórca libretta do fenomenalnego przedstawienia Święta wiosny Igora Strawinskiego, zrealizowanego przez „Balety Rosyjskie” Siergieja Diagilewa, którego premiera miała miejsce 29 maja 1913 roku w Paryżu.
Autor projektów mozaik w cerkwi Opieki Matki Bożej w Parchomówce.

## Pakt Roericha

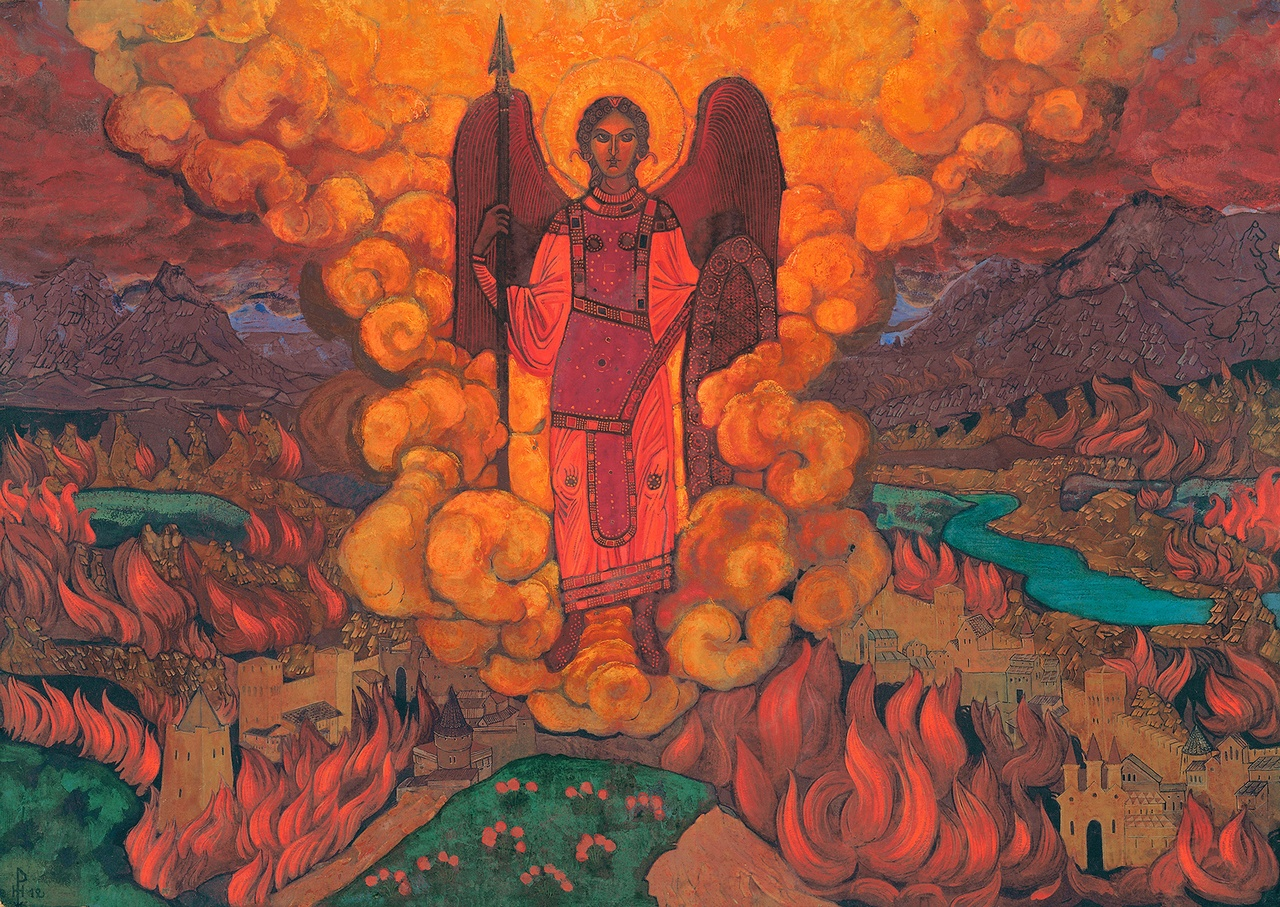
Ostatni anioł (1912)

Idąc za przykładem idei Czerwonego Krzyża i rozwijając hasło „Pokój przez Kulturę” promował ochronę zabytków i dzieł sztuki w czasie działań wojennych. Po wielu staraniach i kilku konferencjach doprowadził do podpisania Paktu Waszyngtońskiego z 15 kwietnia 1935 r. o ochronie instytucji artystycznych i naukowych oraz zabytków historycznych (zwanego Paktem Roericha). Według art. 1 Zabytki, muzea, instytucje naukowe, artystyczne, edukacyjne i kulturalne będą uważane za neutralne i jako takie szanowane i chronione przez strony walczące. Ten sam szacunek i ochrona przysługują pracownikom wyżej wymienionych instytucji. Art. 5 zakazuje wykorzystywać chronione obiekty do celów wojskowych pod groźbą utraty ochrony. W nawiązaniu do art. 27 regulaminu wojny lądowej i art. 5 Konwencji o bombardowaniu przez morskie siły zbrojne w czasie wojny art. 3 Paktu wprowadził znak ochronny (czerwony okrąg z trzema czerwonymi kołami w środku na białym tle).

Symbol pokoju według Paktu Roericha z 1935 r.